# Port Washington, Ohio
Port Washington là một làng thuộc quận Tuscarawas, tiểu bang Ohio, Hoa Kỳ. Năm 2010, dân số của làng này là 569 người.

## Dân số
- Dân số năm 2000: 552 người.
- Dân số năm 2010: 569 người.